# أوتشي أغبا
أوتشينا أغبا الشهير باسم أوتشي أغبا (بالفرنسية: Uche Agba)‏ (مواليد 24 يونيو 1986) لاعب كرة قدم نيجيري يلعب حاليا لصالح نادي الدرجة الأولى الحد البحريني في مركز المهاجم من 2015.

## الإنجازات

### الحد
- الدرجة الأولى (1): 2016